# Маккиннон, Вильям
Сэр Вильям Маккиннон, 1-й баронет (англ. William Mackinnon, 13 марта 1823 — 22 июня 1893) — шотландский судовладелец и бизнесмен, основатель Имперской Британской Восточно-Африканской Компании.
Родился 13 марта 1823 году в Кэмпбелтауне. После того, как занялся торговлей продовольственными товарами, перебрался в Глазго. В 1847 году отправился в Индию, где вместе со школьным приятелем Робертом Маккензи занялся прибрежной торговлей в Бенгальском заливе, основав «Mackinnon Mackenzie & Co». В 1856 году они основали «Calcutta and Burmah Steam Navigation Company», в 1862 году переименованную в «British-India Steam Navigation Company», которая оперировала по всему Индийскому океану.
В 1886 году предложил известному исследователю Генри Стэнли возглавить экспедицию по спасению Эмин-паши. Стэнли ответил согласием, и тогда Маккиннон вместе с Джеймсом Хаттоном организовали «Комитет по спасению Эмин-паши», состоявший в основном из друзей Маккиннона.
В 1888 году основал Имперскую Британскую Восточно-Африканскую Компанию, которая, согласно полученной ею королевской хартии, имела право оперировать в Восточной Африке в регионе от Индийского океана на северо-запад до озера Виктория и далее. Предполагалось, что компания займётся развитием сельского хозяйства и вывозом продукции. Согласно королевской хартии компания получала в районе своей деятельности все права местного правительства — право устанавливать налоги, вводить таможенные сборы, осуществлять правосудие, заключать международные договоры и т. п. Центром операций Компании стала Момбаса, а её административный офис разместился в расположенной в 80 км к югу портовой деревне Шимони.
В 1889 году ему был пожалован получил баронета Стрэтхайрда и Лупа.
В 1891 году им была основана Восточноафриканская миссия Свободной церкви Шотландии.